# Pepca Kardelj
Pepca Kardelj (rozená Maček; 20. únor 1914, Spodnja Zadobrova, Rakousko-Uhersko – 15. duben 1990, Lublaň, SFRJ/Slovinsko) byla slovinská účastnice národněosvobozeneckého boje za druhé světové války a manželka vysokého stranického funkcionáře a jugoslávského politika Edvarda Kardelje.

## Životopis
Narodila se ve vesnici Spodnja Zadobrova nedaleko Celje. Jejím bratr byl vysoce postavený slovinský straník a politik Ivan Maček. Pepca vstoupila do Komunistické strany Slovinska v roce 1935 a již v roce 1937 byla členkou ústředního výboru.
V prvních dnech okupace Jugoslávie se zapojila do hnutí odporu. V prosinci 1941 však byla spolu s Tone Tomšičem, Vidou Tomšičovou a Mihou Marinkou zatčena. Uvězněná zůstala až do italské kapitulace. V Jugoslávské lidové armádě měla hodnost podplukovnice v záloze.
Spáchala sebevraždu 15. dubna 1990 v Lublani.
Byla nositelkou Partyzánské pamětní medaile 1941, Řádu zásluh o národ se zlatou hvězdou, Řádu bratrství a jednoty a dalších jugoslávských vyznamenání.